# Poupées crevées

Poupées crevées (titre original : Dead Babies) est le deuxième roman de l'écrivain anglais Martin Amis écrit en 1975.

## Résumé
Un week-end, les résidents d’Appleseed au grand complet attendent la visite  de Marvell, «docteur» ès drogues, ami de Quentin, de ses deux amis/amants, Roxeanne et Skip ; ainsi que Lucy, déjà connu de plusieurs d’entre eux.

## Personnages principaux

### Les résidents d’Appleseed
- Quentin Villiers : élégant, courtois.
- Andy Adorno : bagarreur, agressif.
- Giles Coldstream : riche, angoissé.
- Keith Whitehead : nain de cour du presbytère d’Appleseed.
- Celia Villiers : franche et directe, épouse de Quentin.
- Diana Parry : anguleuse, acariâtre, maîtresse d’Andy.

### Les Américains
- Marvell Buzhart : juif, autoritaire.
- Skip Marshall : originaire du sud des États-Unis.
- Roxeanne Smith : plantureuse, rousse, américaine.

### Autres personnages
- Lucy Littlejohn : joviale, prostituée au grand cœur.
- Johnny : farceur.

## Éditions
Martin Amis, Poupées crevées, 1975 (Éditions Gallimard, pour la traduction française de Jean-François Ménard).